# Only a Northern Song
Only a Northern Song is een lied van The Beatles, gecomponeerd door groepslid George Harrison. Het staat op het album Yellow Submarine van januari 1969, dat nummers van The Beatles bevat naast instrumentale composities van hun vaste producer George Martin. Het is een van de twee Harrison-composities op het album, naast It's All Too Much.

## Achtergrond
Het nummer was bedoeld als de Harrison-compositie voor Sgt. Pepper's Lonely Hearts Club Band, maar uiteindelijk werd Only a Northern Song als te zwak ervaren voor het album. Geluidstechnicus Geoff Emerick zei hierover dat Harrison toentertijd niet zo'n goede componist als Lennon-McCartney was. Het nummer had slechts een "minimale muziekinhoud dat nergens heen leek te gaan". Harrison schreef uiteindelijk Within You Without You voor Sgt. Pepper's, een compositie die wel goede kritieken ontving.
Only a Northern Song was als een grap door Harrison gecomponeerd, bedoeld om te voldoen aan zijn contractuele verplichtingen tegenover uitgever Northern Songs. Ook zijn frustraties als Beatles-bandlid komen hierin naar voren.

## Muzikanten
Bezetting volgens Ian MacDonald
- George Harrison - zang, orgel, tape-effecten, geluidseffecten
- Paul McCartney - basgitaar, trompet (?), tape-effecten, geluidseffecten
- John Lennon - piano, klokkenspel (?), tape-effecten, geluidseffecten
- Ringo Starr - drums